# Марганец
Марганец (укр. Марганець) град је у Украјини, у Дњипропетровској области. Према процени из 2021. у граду је живело 45.718 становника.

## Становништво
Према процени, у граду је 2012. живело 48.635 становника.
| 1979.  | 1989.  | 2001.  | 2012.  |
| ------ | ------ | ------ | ------ |
| 50.328 | 54.391 | 49.592 | 48.635 |